# Shaanxi Union
El Shaanxi Union (en chino simplificado, 陕西联合足球俱乐部; pinyin, Shǎnxī Liánhé Zúqiú Jùlèbù) es un equipo de fútbol de China que juega en la Primera Liga China, la segunda división nacional.

## Historia
Fue fundado el octubre de 2013 en la ciudad de Xi'an de la provincia de Shaanxi con el nombre Xi'an Huilong Football Club (en chino simplificado, 西安辉龙足球俱乐部; pinyin, Xī'ān Huīlóng Zúqiú Jùlèbù) como parte de las ligas aficionadas de la federación de Shaanxi donde en algunos casos jugaba con el nombre Shaanxi Huilong. En 2018 el Xi'an Huilong jugó en la Liga China de Campeones por primera vez. Un año después crean una sección de fútbol sala y participaron en la Sina Golden Futsal League. El club luego se mudó a la ciudad de Binzhou y en marzo de 2020 cambió su nombre por el de Binzhou Huilong.
El 29 de marzo de 2023 el equipo Shaanxi Chang'an Athletic desapareció por no registrarse en la China League One para la temporada 2023, por lo que el equipo filial del Athletic fue fundado con el nombre Binzhou Huilong, siendo comprado por Zhang Wei, junto a un número de jugadores provenientes del Shaanxi Chang'an Athletic que pasaron a formar parte del club. El club original Binzhou Huilong tomó el lugar del Xianyang Binzhou Huilong, un nuevo equipo participante de la Shaanxi National Super League. En esa temporada el Xianyang Binzhou Huilong terminó en cuarto lugar.
El Binzhou Huilong fue admitido en la Liga China de Campeones para la temporada 2023, la cuarta división china, con el nombre Shaanxi Binzhou Huilong Football Club Everyday Chain Team debido al patrocinador del Everyday Chain. Dirigidos por Huang Yong, anterior ejecutivo del desaparecido Chang'an Athletic, terminando la temporada 2023 en el primer lugar general del grupo 2 y la clasificación directa a la ronda final. El 10 de mayo de 2023 el club pasa a llamarse Shaanxi Chang'an Union Football Club.
El Shaanxi Chang'an Union jugó en el grupo B de la ronda final, en el primer partido empataron ante el Dalian Huayi 1–1, y tres días después despiden a Huang Yong como entrenador. Al día siguiente el que fuera entrenador del Athletic, el español Óscar Céspedes Cabeza fue contratado como nuevo entrenador.
Union perdió los siguientes dos partidos. El 17 de septiembre de 2023 luego de perder 0-1 ante el Guangzhou E-Power ante 26,156 espectadores el capitán Ding Jie pidió una disculpa a los aficionados. El 14 de octubre de 2023 Shaanxi Chang'an Union terminó en cuarto lugar de su grupo luego de ganar cuatro partidos seguidos y logró la clasificación a los play-offs, donde el Shaanxi Chang'an Union venció al Changchun Shenhua en penales luego de empatar 1–1 en el Weinan Sports Center Stadium, partido en el que el guardameta del Shaanxi, Li Chen, detuvo dos penales. El 29 de octubre de 2023 Shaanxi venció como visitante al Guangzhou E-Power por 2–1 con goles de Ma Yangyang y Pang Zhiquan, ambos exjugadores del Athletic, con lo que lograron el ascenso a la China League Two.
El 26 de enero de 2024 el club pasa a llamarse Shaanxi Union Football Club. En febrero de ese año el Shaanxi Union cambia su sede al Shaanxi Province Stadium, aunque a mitad de temporada regresaron a jugar al Xi'an International Football Center. Pero el 20 de abril de 2024 el club regresó a Weinan.

## Jugadores

### Números retirados
- 12 – Aficionados del club.[23]